# Guerra dels Ducats
La Guerra dels Ducats o Segona Guerra de Slesvig va ser un conflicte militar que va enfrontar l'Imperi Austríac i Prússia contra Dinamarca el 1864. Aquest últim país va sortir derrotat, per la qual cosa va haver de cedir els ducats de Slesvig, Holstein i Lauenburg que van ser annexats per les altres dues potències.

## Antecedents
Els precedents de la guerra dels Ducats es remunten al 1863, quan la Confederació Germànica va protestar davant l'intent de Cristià IX de Dinamarca d'incorporar a Dinamarca el ducat de Slesvig, que es trobava sota el seu control oficial. El Protocol de Londres de 1852 havia disposat que Slesvig quedés unit al Ducat de Holstein, que era membre de la Confederació Germànica. El canceller de Prússia, Otto von Bismarck, va persuadir Francesc Josep I de la Casa d'Àustria per defensar junts el Protocol de Londres.

## Desenvolupament
Les forces austríaques i prussianes van envair la península de Jutlàndia i es va iniciar així la guerra dels Ducats. El mes d'agost de 1864, Dinamarca va resultar derrotada per l'exèrcit del mariscal Helmuth von Moltke i es va veure obligada a lliurar a Àustria i Prússia els territoris en disputa. D'acord amb el que estableix la convenció de Gastein que va posar fi a aquesta guerra, el Ducat de Holstein va quedar sota domini d'Àustria, i els de Slesvig i Lauenburg sota el de Prússia, però cap dels dos països va quedar satisfet amb l'acord. La derrota va deixar profundes empremtes a la identitat nacional danesa. Després d'ella, Dinamarca va adoptar una política de neutralitat que va mantenir durant la Primera Guerra Mundial.
El canceller Bismarck va entorpir deliberadament la gestió de l'administració austríaca de Holstein i va enviar tropes a aquest ducat quan Àustria va protestar davant el Parlament de Frankfurt. La situació va desencadenar la Guerra de les Set Setmanes entre les dues potències germàniques.En l'actualitat, el territori disputat a la Guerra dels Ducats pertany a Alemanya (és l'estat federal alemany de Slesvig-Holstein i la zona occidental (Altona) de la ciutat d'Hamburg) excepte el nord de Sveslig que va passar a Dinamarca el 1920.
La guerra dels ducats va significar la fi dels acords del tractat de Ribe del 1460.